# کسل کومب
کسل کومب (به انگلیسی: Castle Combe) یک روستا و محله مدنی در بریتانیا است که در ویلتشر واقع شده‌است. کسل کومب ۳۴۴ نفر جمعیت دارد.